# Joe Rantz
Joseph Harry "Joe" Rantz (ur. 31 marca 1914 w Spokane, zm. 10 września 2007 w Redmond) – amerykański wioślarz, złoty medalista olimpijski.
Wystąpił na igrzyskach olimpijskich w Berlinie w 1936, gdzie reprezentanci USA w składzie: Herbert Morris, Charles Day, Gordon Adam, John White, James McMillin, George Hunt, Joe Rantz, Donald Hume i Robert Moch (sternik) zdobyli złoty medal w ósemkach. W finale o 0,6 sekundy wyprzedzili osadę Królestwa Włoch, a o 1 sekundę wyprzedzili osadę III Rzeszy. Był to jego jedyny start olimpijski.
Kształcił się na University of Washington, uzyskując dyplom inżyniera chemika. Przez ponad 30 lat pracował w koncernie Boeing.